# Hellmut Kretzschmar
Robert Walter Hellmut Kretzschmar (* 12. Juli 1893 in Stolpen; † 2. Dezember 1965 in Dresden) war ein deutscher Archivar und Historiker.

## Leben
Als Sohn eines Amtsgerichtssekretärs in Stolpen besuchte Kretzschmar von 1900 bis 1904 die dortige Volksschule und von 1904 bis 1913 das humanistische Königliche Gymnasium Dresden-Neustadt. Anschließend studierte Kretzschmar Geschichte, Germanistik, Geographie und Philosophie an den Universitäten in Freiburg im Breisgau und Leipzig. Nach der Einberufung zum Militärdienst als Landsturmmann bei einer Fliegertruppe von 1916 bis 1918, setzte er das Studium an der Friedrich-Wilhelms-Universität Berlin fort und schloss dieses im September 1919 mit der Promotion zu dem Thema „Die Beziehungen zwischen Brandenburg und den wettinischen Landen 1464–1486“ zum Dr. phil. ab.
Im folgenden Jahr bestand er das Staatsexamen für das höhere Lehramt in Geschichte, Deutsch, Latein und Philosophie an der Universität Berlin.
Im Oktober 1920 begann Kretzschmar eine Ausbildung als Archivvolontär am Geheimen Staatsarchiv Berlin-Dahlem, welche er im März 1922 mit der Archivarischen Staatsprüfung zum Archivassessor abschloss. Er wechselte nach der Staatsprüfung an das Staatsarchiv Magdeburg, wo er 1927 zum Staatsarchivrat ernannt wurde. 1928 ging er nach Sachsen zum Hauptstaatsarchiv Dresden, seiner letzten Wirkungsstätte. Dort wurde er 1936 zum Oberstaatsarchivrat und 1937 zum Archivdirektor befördert. Am 2. Juni 1937 beantragte er als letzter wissenschaftlicher Mitarbeiter des Hauptstaatsarchivs die Aufnahme in die NSDAP und wurde rückwirkend zum 1. Mai desselben Jahres aufgenommen (Mitgliedsnummer 5.343.809). Im Februar 1946 wurde Kretzschmar Mitglied der LDPD. 1958 ging er in den Ruhestand.
Ab 1942 war Kretzschmar gleichzeitig als Honorarprofessor für neuere Landesgeschichte und ab 1949 für Historische Hilfswissenschaften an der Universität Leipzig tätig.
Kretzschmar war von 1936 bis 1945 Vorsitzender des Sächsischen Altertumsvereins und von 1957 bis 1962 der Historischen Kommission der Sächsischen Akademie der Wissenschaften. In den Jahren von 1937 bis 1942 war er Schriftleiter des „Neuen Archivs für sächsische Geschichte“.
Als langjährigem Mitglied der Historischen Kommission des Landes Sachsen (1934–1950) und dessen stellvertretenden Leiter (1950–1957) wählte ihn die Sächsische Akademie der Wissenschaften am 17. November 1956 zum ordentlichen Mitglied der philologisch-historischen Klasse der SAW zu Leipzig.
Seit 1956 war Kretzschmar Vorsitzender der Kommission für Landesgeschichte bei der Deutschen Akademie der Wissenschaften zu Berlin und Mitherausgeber der Schriftenreihe „Forschungen zur mittelalterlichen Geschichte“.

## Schriften
Hellmut Kretzschmar hinterließ zahlreiche Veröffentlichungen zur sächsischen Landes- und Archivgeschichte, so z. B.:
- Geschichtliche Nachrichten von dem Geschlecht von Alvensleben seit 1800. Burg b. M. 1930.  DNB 99928939X
- Methodische Gegenwartsfragen der Landesgeschichtsforschung. In: Blätter für deutsche Landesgeschichte (BDLG) 88, 1951, S. 28–40.
- Sächsische Geschichte, Band 2: Geschichte der Neuzeit seit der Mitte des 16. Jahrhunderts. Heinrich Verlag, Dresden 1935

- Reichsgeschichte und Landesgeschichte in der Neuzeit. In: Blätter für deutsche Landesgeschichte (BDLG) 90, 1953, S. 1–16.